# JCSAT-16
JCSAT-16 — геостационарный спутник связи, принадлежащий японскому спутниковому оператору, компании JSAT Corporation.
Изначально спутник планировали использовать в качестве резервного на геостационарной орбите, однако им решили временно заменить спутник Superbird-8, который получил повреждения при доставке на космодром Куру во Французской Гвиане, где он должен был быть запущен ракетой-носителем Ариан-5 в июле 2016 года. Ремонт и повторное тестирование отложат запуск не менее чем на год. JCSAT-16 расположат в точке стояния 162° восточной долготы, где сейчас находится спутник Superbird-B2.
Запущен 14 августа 2016 года ракетой-носителем Falcon 9.

## Аппарат
Построен на базе космической платформы SSL-1300 компанией SSL. Энергообеспечение осуществляется с помощью двух крыльев солнечных батарей. Мощность — около 8,5 кВт. Стартовая масса спутника составляет около 4600 кг. Ожидаемый срок службы — 15 лет. Спутник построен для японского оператора спутниковой связи SKY Perfect. После вывода на расчетную геостационарную орбиту он станет выполнять функции резервного передатчика для остальных 16 спутников связи этой компании. Они обеспечивают передачу данных и визуального изображения на территории Японии, России и стран Океании.

### Транспондеры
На спутник установлены 26 активных транспондеров C-диапазона и 18 транспондеров Ku-диапазона.

## Запуск
Запуск ракеты-носителя Falcon 9 со спутником JCSAT-16 со стартового комплекса SLC-40 на мысе Канаверал состоялся 14 августа 2016 года в 05:26 UTC. Спустя 32 минуты после старта спутник успешно выведен на целевую орбиту.

Первая ступень ракеты-носителя выполнила успешную посадку на платформу «Of Course I Still Love You». В отличие от предыдущих посадок, выполненных после запуска спутников на геопереходную орбиту, при выполнении финального посадочного импульса был использован только один двигатель вместо трёх, для снижения перегрузки, оказываемой на ступень.

## Фотогалерея

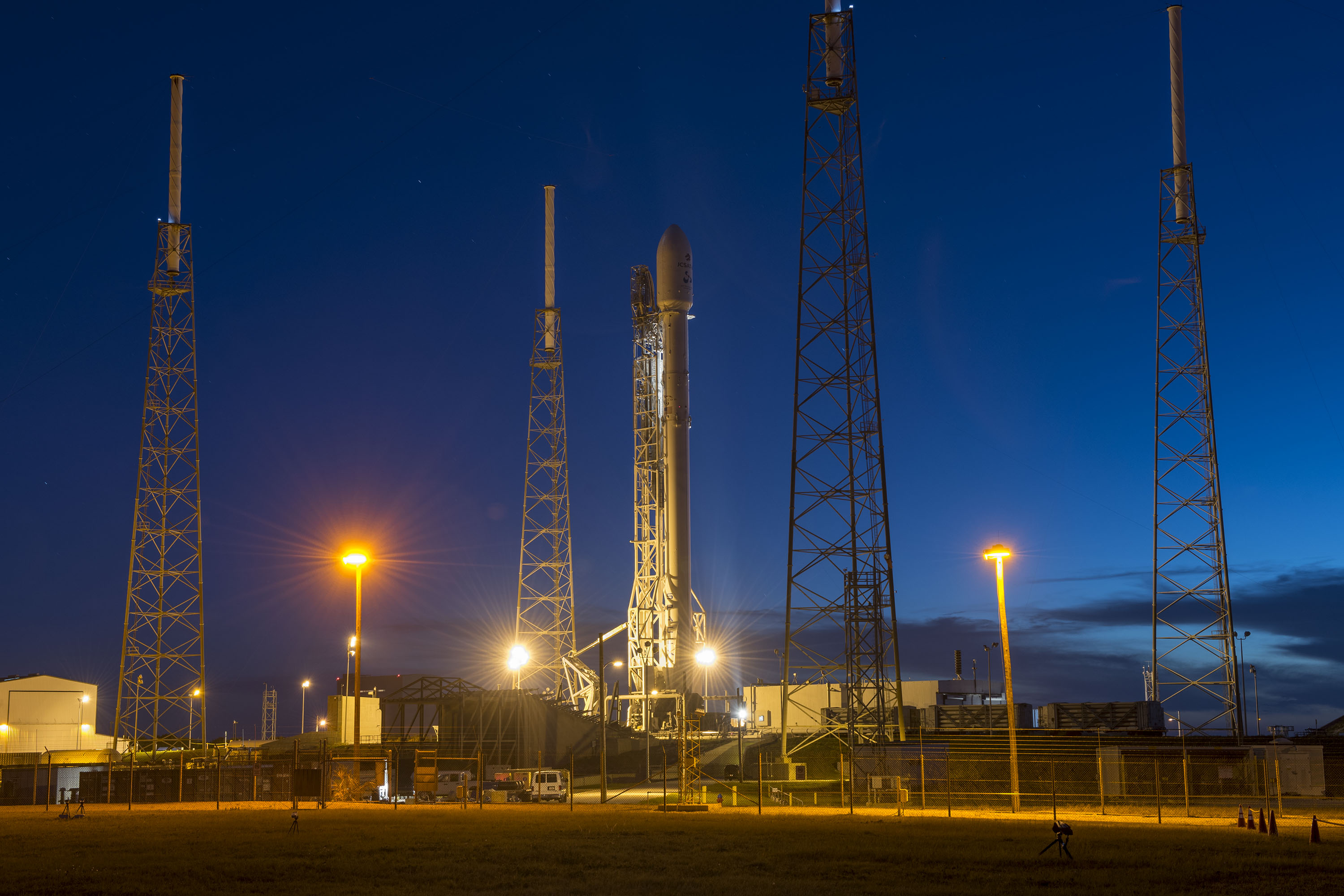
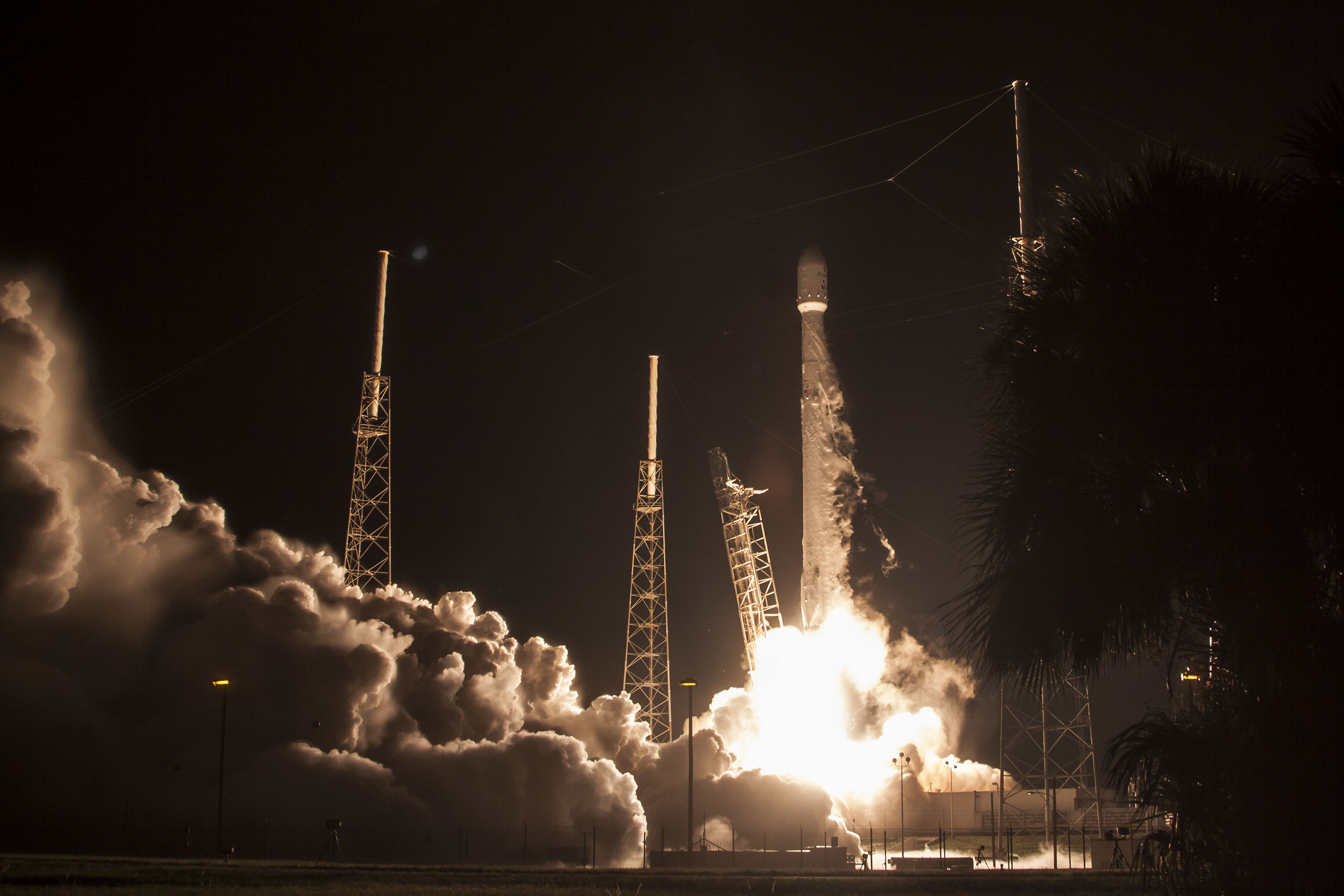
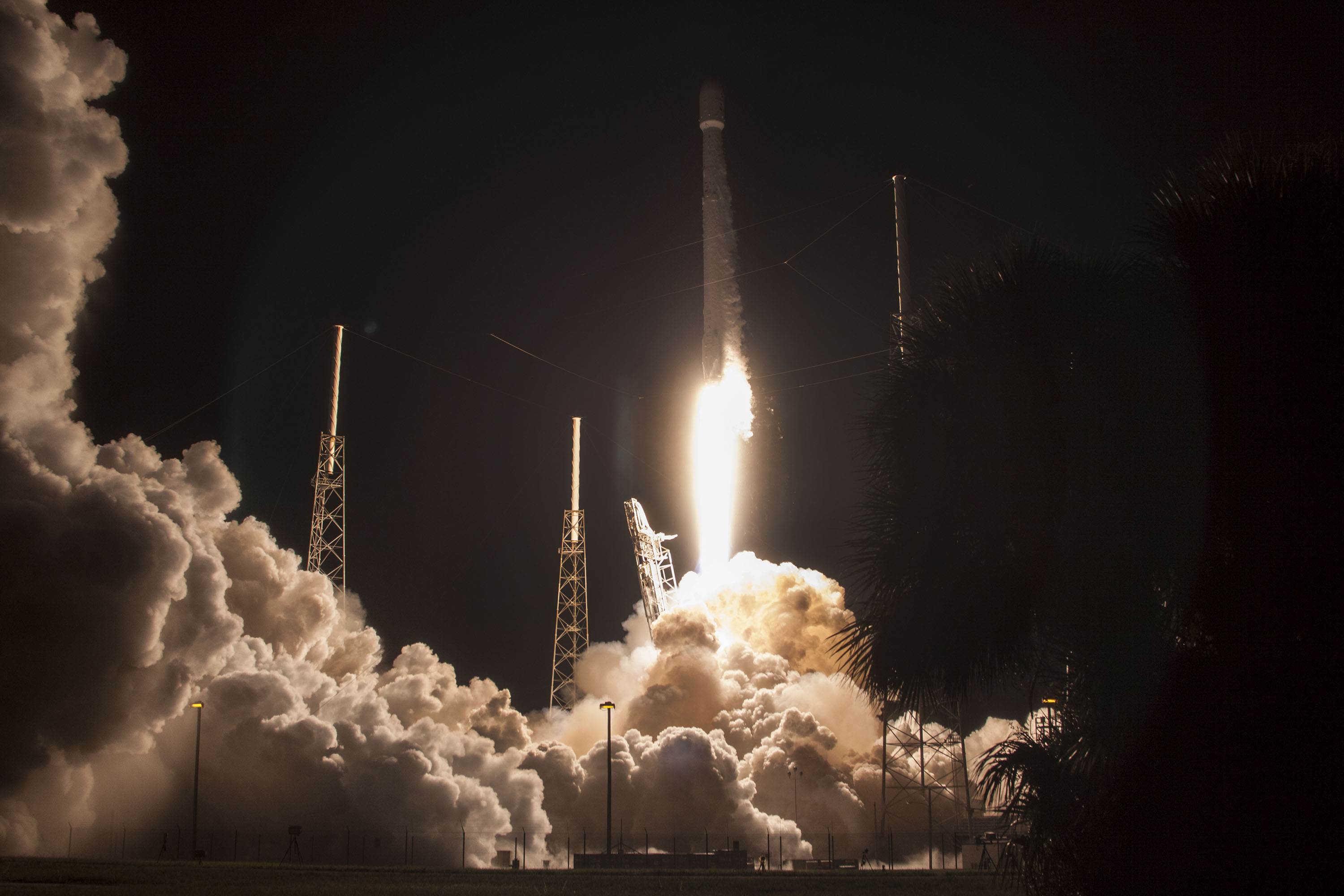
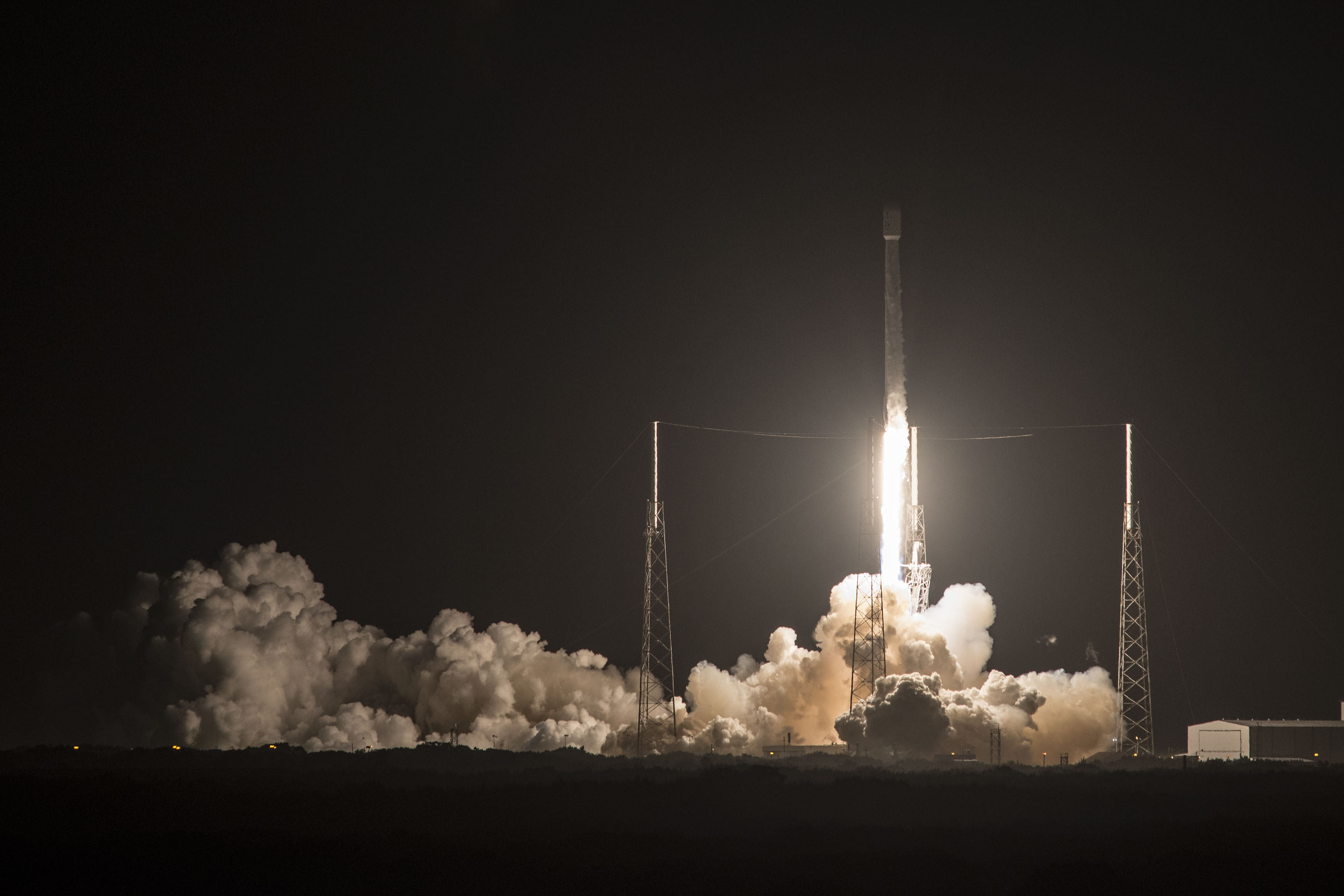
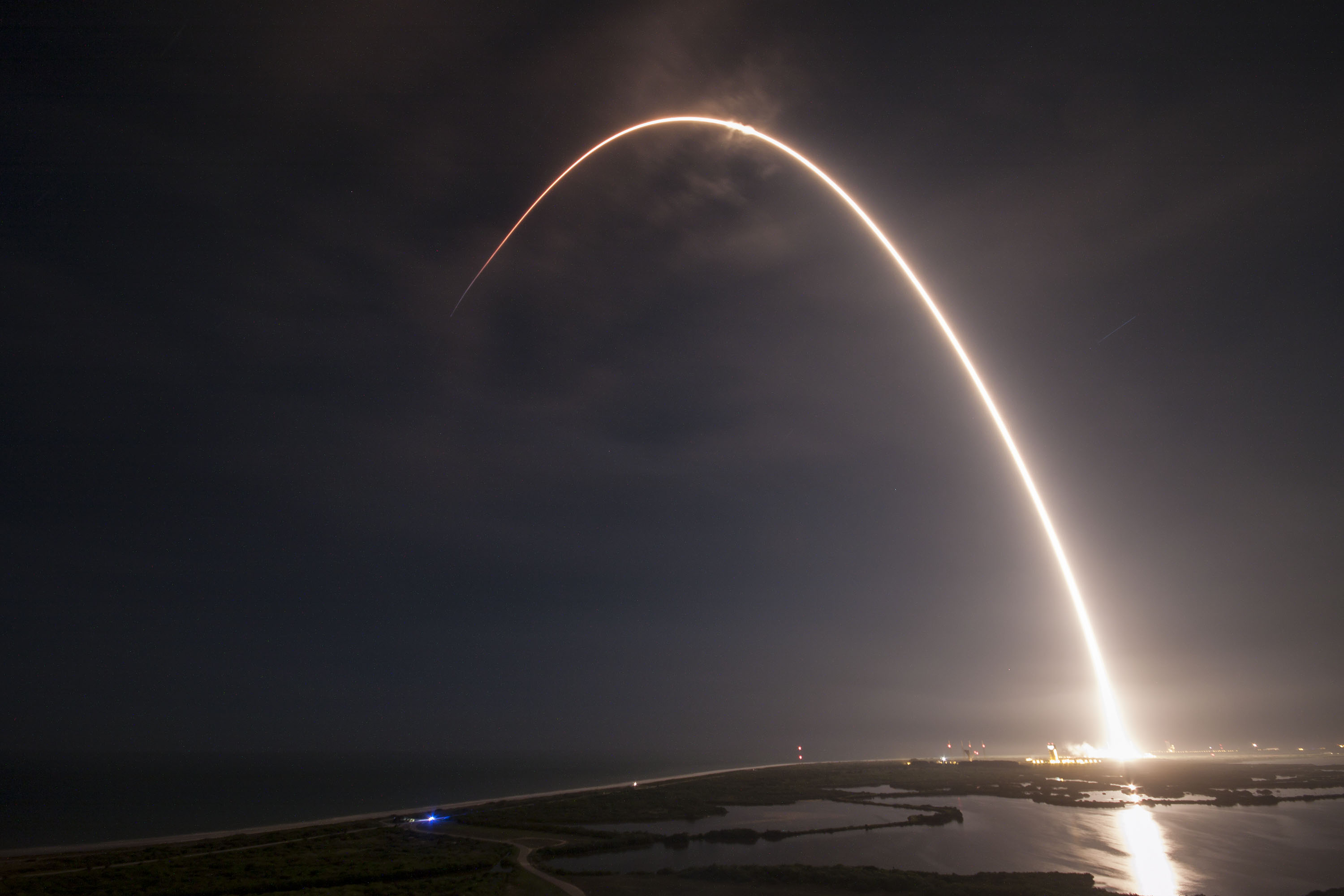
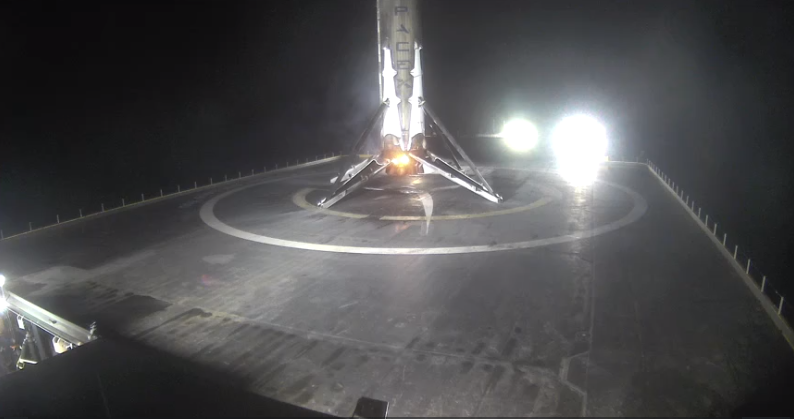